# 木卫十六
木卫十六，即梅蒂斯（Metis），是环绕木星运行的一颗卫星之一，它是在1979年被航海家一號發現。一開始，它只有一個叫做S/1979 J 3的臨時編號，是直到1983年它才以希臘神話中的女神墨提斯命名。

## 軌道
木衛十六屬於木星的内圈衛星群，是第四小也是最接近木星的衛星，它離木星只有 128,000 公里（1.79個木星半徑），這是在木星環的主環以內，而且它的離心率和軌道傾角常非小，離心率大約只有0.0002，而軌道傾角也只有0.06°。木衛十六在木星的同步軌道以內（木衛十五也是），所以它會受到木星的潮汐力影響而慢慢的縮小軌道，這導致有一天它會墜入木星。

## 物理性質
木衛十六非常不規則，大小是60×40×34 km，木衛十六的質量和密度並不是很確定，但根據同類型的衛星估計，它的密度大約0.86g/cm3（跟木衛五類似），則它的質量大約是7×1016kg。木衛十六表面有許多坑洞，而木卫十六多半呈現暗紅色的。木卫十六公轉與自轉同步，也就是說它的一面永遠朝向木星。這跟木星的内圈衛星群類似。它的背對木星的一面比面對木星的一面的亮度多1.3倍，可能是因為面跟背對木星的一面比較容易會發生小行星撞擊，而被撞擊時會噴出較亮的物質（冰等），因此比面對木星的那一面會比較亮。

## 與木星環的關係
木衛十六是在木星環主環的1000公里以內，而且它的軌道就在一個500公里寬的木星環縫隙。最近研究發現，木星環絕大部分的成分都是由木衛十六或木星的内圈衛星群來的，這可能是因為小行星撞擊木星衛星，而較小的木星衛星引力不大不容易收回，則剩下的物質就環繞木星形成木星環。